# Charles-Louis Bernier
Charles-Louis Bernier (Parigi, 9 ottobre 1755 – Parigi, 10 gennaio 1830) è stato un architetto e disegnatore francese.
Allievo di Jean-Baptiste Marie Pierre, Jacques-Guillaume Legrand e Jacques Molinos, Charles-Louis Bernier fu un noto autore d'arte a partire dal 1780, in quanto si impegnò nel raffigurare diversi luoghi più o meno famosi di Parigi, alcuni dei quali non più esistenti oggi giorno; uno di questi fu il vecchio quartiere dove sorgeva il Cimitero degli Innocenti e la chiesa collegiata, demoliti in quel periodo.

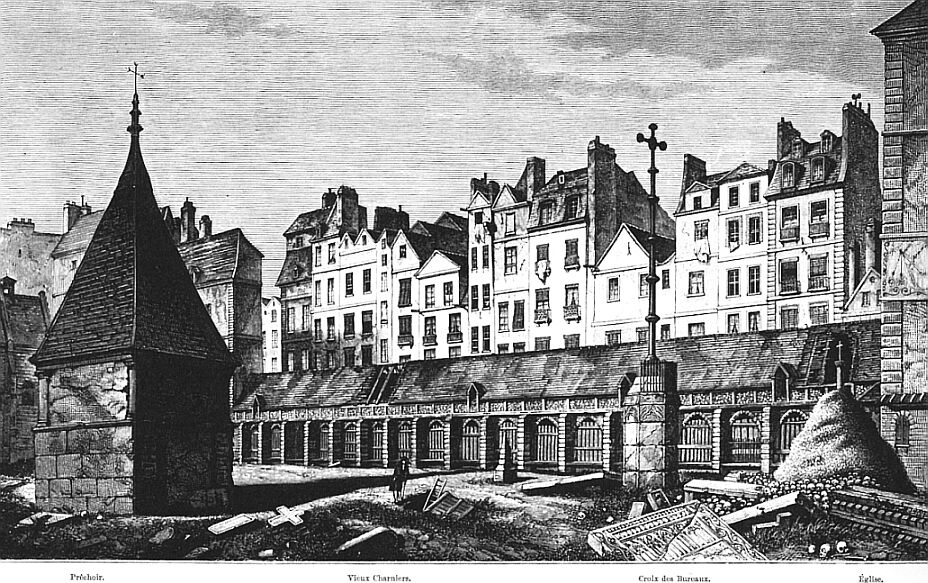
Il Cimitero degli Innocenti durante la sua soppressione

Tra il 1794 e il 1796, Bernier lavorò con Charles Percier e Pierre François Léonard Fontaine sulla nuova Opéra de Paris.
Al tempo del Grand Design, divenne ispettore per i lavori di costruzione del Louvre, tra il 1805 e il 1814, facendo diversi disegni.
Nel 1826 progettò i piani del Castello di Vauboyen, costruzione completata nel 1828.
Morì a Parigi nel 1830.